# Hectopsylla broscus
Hectopsylla broscus är en loppart som beskrevs av Jordan et Rothschild 1906. Hectopsylla broscus ingår i släktet Hectopsylla och familjen Tungidae. Inga underarter finns listade i Catalogue of Life.